# Pentago
Pentago – abstrakcyjna gra strategiczna dla dwóch graczy wymyślona przez Tomasa Flodéna. Właścicielem praw autorskich jest szwedzka firma Mindtwister. W Polsce grę przygotowało wydawnictwo Egmont Polska.

## Zasady gry
Celem obu graczy jest ułożenie w rzędzie lub po skosie 5 kulek swojego koloru, analogicznie do gry kółko i krzyżyk. Gracze po kolei oddają ruch składający się z 2 elementów: dołożenia nowej kulki oraz obrócenia części planszy o 90 stopni w dowolnym kierunku. Plansza składa się z 4 ruchomych części, które można obracać. Każda część zawiera 9 miejsc na kulki więc cała plansza mieści ich 36 (6×6).
Istnieją również wersje gry dla większej liczby graczy, rozgrywane na planszy mieszczącej 81 kulek (9×9).

## Nagrody
Gra zdobyła liczne nagrody:
- Gra roku 2005 w Szwecji[2]
- Gra roku 2005 w Norwegii[3]
- Zwycięzca Mensa Mind Games 2006[4]